# Шибалич, Миюшко
Миюшко Шибалич (серб. Мијушко Шибалић; 1915, Жабляк, Королевство Черногория — 1995) — югославский черногорский политический деятель, председатель Исполнительного Вече Социалистической Республики Черногория (1966—1967).

## Биография
Получил высшее юридическое образование. Участник национально-освободительного движения и член СКЮ с 1941 г.  Он занимал различные руководящие должности в Югославской народной освободительной армии.
В послевоенное время на руководящих должностях в ЮНА.
- 1953—1959 гг. — помощник, заместитель Генерального прокурора ФНРЮ,
- 1959—1963 гг. — помощник министра по вопросам федерального бюджета,
- 1963—1966 гг. — заместитель,
- 1966—1967 гг. — председатель Исполнительного Вече Социалистической Республики Черногория,
- 1967—1969 гг. — член союзного Исполнительного Веча Югославии.

Затем — председатель юридического комитета союзной Скупщины Югославии.